# Angelo Sormani
Angelo Benedicto Miguel Sormani (* 3. Juli 1939 in Jaú, Brasilien) ist ein ehemaliger brasilianisch-italienischer Fußballspieler und -trainer, der mit der Nationalmannschaft Italiens an der Fußball-Weltmeisterschaft 1962 teilnahm.

## Spielerkarriere

### Vereinskarriere
Angelo Sormani begann beim FC Santos mit dem Fußballspielen. Im Jahre 1958 debütierte er im Team um den jungen Pelé in der Profimannschaft. In Santos spielte Sormani drei Jahre lang Fußball, ehe 1961 die Talentsucher von Ozo Mantova, der heutigen AC Mantova, auf den 22-jährigen Angreifer aufmerksam wurden. Im Sommer des Jahres 1961 wechselte Sormani dann in die lombardische Stadt.
Als Sormani 1961 nach Mantua kam, war Ozo Mantova soeben in die Serie A aufgestiegen, nachdem in der Zweitligasaison 1960/61 der zweite Platz hinter der AC Venedig erreicht wurde. Gleich in seiner ersten Spielzeit in der damals besten Fußballliga der Welt entwickelte sich Ángelo Sormani zum Stammspieler und machte 31 von 34 möglichen Saisonspielen für Ozo Mantova. Ihm gelangen dabei sechzehn Tore, was ihm den dritten Platz in der Torschützenliste bescherte. Sein Verein indes konnte den Klassenerhalt feiern, es wurde der neunte Platz belegt. Auch die Saison 1962/63 beendete Ozo Mantova auf einem Mittelfeldrang, diesmal jedoch im hinteren Mittelfeld. Angelo Sormani erzielte wieder viele Tore, diesmal dreizehn an der Zahl. Nach der Saison 1962/63 wechselte er den Verein und spielte fortan für die AS Rom. Bei der Roma konnte er allerdings nicht an die Leistungen aus Mantua anknüpfen und schoss nur sechs Tore in 25 Saisonspielen, die Roma wurde schließlich Zwölfter in der Serie A 1963/64. Nach nur einem Jahr in Italiens Hauptstadt ging er weiter zu Sampdoria Genua, in der Vorjahrestabelle noch weiter hinten platziert als der AS Rom. Doch auch in der Hauptstadt Liguriens war Angelo Sormani nicht sehr erfolgreich. Er wirkte zwar in dreißig Saisonspielen für Sampdoria mit, brachte es aber nur auf zwei Saisontreffer und der Klassenerhalt wurde nur knapp erreicht.
1965 verließ Angelo Sormani Sampdoria Genua und schloss sich der AC Mailand an, das nach dem Abgang von José Altafini einen Ersatz für den zur SSC Neapel abgewanderten Stürmerstar suchte. An der Seite von seinem Landsmann Amarildo entwickelte sich Sormani in seiner Zeit bei Milan zum Stammspieler. In der Saison 1965/66 wirkte er in 32 von 34 Ligaspielen der Mailänder mit und erzielte 21 Saisontore, was den Gewinn der Torjägerkrone bedeutete. Der AC Mailand wurde am Ende der Saison nur Siebter, was wohl auch daran liegen mag, dass allein Sormani für nahezu die Hälfte der Milan-Treffer verantwortlich war. Auch die folgende Saison beendete die AC Mailand auf einem enttäuschenden achten Platz, Sormani konnte auch nicht an die Leistungen der Vorsaison anknüpfen und machte nur vier Tore in achtzehn Spielen. 1967/68 verlief die Saison für Sormani und die AC Mailand erfreulich, man belegte in der Serie A den ersten Platz mit neun Punkten Vorsprung auf die SSC Neapel und Sormani erzielte elf Saisontore. Durch die Meisterschaft von 1968 war die AC Mailand zur Teilnahme am Europapokal der Landesmeister 1968/69 berechtigt, wo sich die Mannschaft von Trainer Nereo Rocco nach Siegen über Malmö FF, Celtic Glasgow und Manchester United ins Endspiel vorkämpfte. Dort besiegte man Ajax Amsterdam im Estadio Santiago Bernabéu in Madrid mit 4:1, Sormani gelang der Treffer zum vorentscheidenden 3:1. Im gleichen Jahr spielte Sormani mit Milan um den Weltpokal, den man gegen den argentinischen Copa Libertadores-Sieger Estudiantes de La Plata nach 3:0 und 1:2 gewann. Im Hinspiel in San Siro gelangen Angelo Sormani zwei Tore zum 1:0 und 3:0-Endstand. In der laufenden Meisterschaftssaison lief es für Milan nicht so gut, man erreichte nur einen dritten Platz hinter der ACF Fiorentina und der US Cagliari. Auch seine letzte Saison bei der AC Mailand konnte Angelo Sormani nicht mit einem Titel beenden, man belegte den vierten Tabellenrang.
Nach der Saison 1969/70 wechselte Angelo Sormani erneut den Verein und schloss sich der SSC Neapel an. Im Süden Italiens spielte er zwei Jahre weniger erfolgreich Fußball. Er machte zwar viele Saisonspiele, großartige Anzahl an Toren gelangen ihm nicht. Sein Verein spielte in der Spielzeit jedoch sehr erfolgreich und belegte den dritten Rang. 1971/72 fand man sich dann aber im Mittelfeld wieder und wurde nur Achter, Sormani gelangen auch nur zwei Saisontore in 28 Spielen. Zur Saison 1972/73 ging er dann nach Florenz und spielte dort, nicht als Stammspieler eingesetzt, ein weiteres Jahr Fußball. 1973 wechselte er zu Lanerossi Vicenza, wo er drei weitere Jahre zunächst als Stammspieler und dann meist auf der Ersatzbank sitzend spielte, ehe er seine Laufbahn im Jahre 1976 in Vicenza im Alter von 37 Jahren beendete.

### Nationalmannschaft
Nach seinem Wechsel zu Ozo Mantova nahm Angelo Sormani die italienische Staatsbürgerschaft an und konnte fortan für die italienische Fußballnationalmannschaft Länderspiele bestreiten. Er stand im Aufgebot, das die beiden Nationaltrainer Paolo Mazza und Giovanni Ferrari für die Fußball-Weltmeisterschaft 1962 in Chile auswählten. Bei dem Turnier in Südamerika wurde Sormani in einem Spiel des zweimaligen Fußball-Weltmeisters eingesetzt, und zwar in der Partie gegen die Schweiz, dem letzten Vorrundenspiel, als Italien das Weiterkommen nicht mehr schaffen konnte. Trotz des 3:0-Erfolges schied man als Gruppendritter hinter Deutschland und dem Gastgeber aus. Insgesamt spielte Angelo Sormani siebenmal in der italienischen Fußballnationalmannschaft und erzielte zwei Tore.

## Trainerkarriere
Nach dem Ende seiner Karriere als aktiver Fußballspieler arbeitete Angelo Sormani für kurze Zeit auch als Fußballtrainer. 1980 betreute er für kurze Zeit die Mannschaft der SSC Neapel, nachdem der vorherige Napoli-Trainer Luís Vinício, ebenfalls ein ehemaliger Serie-A-Spieler, entlassen wurde. Noch im gleichen Jahr ersetze ihn aber wieder Rino Marchesi. Sechs Jahre später übernahm Sormani beim AS Rom das Traineramt als Nachfolger des entlassenen Sven-Göran Eriksson. Auch in Rom hatte er das Traineramt nur kurz inne und wurde zur neuen Saison durch Nils Liedholm ersetzt.
Später arbeitete Angelo Sormani als Kommentator im italienischen Fernsehen. Sein Sohn Adolfo Sormani spielte auch Fußball, unter anderem für den AC Parma und Rimini Calcio, konnte allerdings nicht an die Erfolge des Vaters anknüpfen. Später wurde Adolfo Trainer und coachte zum Beispiel Calcio Portogruaro Summaga und war von 2007 bis 2009 Co-Trainer bei Juventus Turin.

## Erfolge
Santos
- Torneio Rio-São Paulo: 1959

AS Rom
- Italienischer Pokalsieger: 1963/64

AC Mailand
- Italienischer Pokalsieger: 1966/67
- Italienischer Meister: 1967/68
- Europapokal der Pokalsieger: 1967/68
- Europapokal der Landesmeister: 1968/69
- Weltpokal: 1969